# Malta i Junior Eurovision Song Contest
Malta debuterade i Junior Eurovision Song Contest 2003 och har till och med 2024 deltagit 20 gånger. Efter flera år av mediokra resultat och ett uppehåll på två år har Malta på senare år gjort väldigt bra från sig i tävlingen, och bland annat vunnit två gånger och även arrangerat tävlingen två gånger. Malta har under alla år valt att framföra bidragen på engelska, men två av bidragen (Knock Knock, Boom Boom och Dawra Tond) har delvis haft text på maltesiska.

## Deltagare
| År                              | Artist              | Sång                   | Nr | Poäng |
| 2003                            | Sarah Harrison      | Like a Star            | 7  | 56    |
| 2004                            | Young Talent Team   | Power of a Song        | 12 | 14    |
| 2005                            | Thea & Friends      | Make It Right          | 16 | 18    |
| 2006                            | Sophie Debattista   | Extra Cute             | 11 | 48    |
| 2007                            | Cute                | Music                  | 12 | 37    |
| 2008                            | Daniel Testa        | Junior Swing           | 4  | 100   |
| 2009                            | Francesca & Mikaela | Double Trouble         | 8  | 55    |
| 2010                            | Nicole Azzopardi    | Knock Knock, Boom Boom | 13 | 35    |
| Malta deltog inte 2011 och 2012 |                     |                        |    |       |
| 2013                            | Gaia Cauchi         | The Start              | 1  | 130   |
| 2014                            | Federica Falzon     | Diamonds               | 4  | 116   |
| 2015                            | Destiny Chukunyere  | Not My Soul            | 1  | 185   |
| 2016                            | Christina Magrin    | Parachute              | 6  | 191   |
| 2017                            | Gianluca Cilia      | Dawra Tond             | 9  | 107   |
| 2018                            | Ela Mangion         | Marchin' On            | 5  | 181   |
| 2019                            | Eliana Gomez Blanco | We Are More            | 19 | 29    |
| 2020                            | Chanel Monseigneur  | Chasing Sunsets        | 8  | 100   |
| 2021                            | Ike och Kaya        | My home                | 12 | 97    |
| 2022                            | Gaia Gambuzza       | Diamonds in the Skies  | 16 | 43    |
| 2023                            | Yulan               | Stronger               | 10 | 94    |
| 2024                            | Ramires Sciberras   | Stilla ċkejkna         | 5  | 153   |